# Ricky Schroder
Ricky Schroder, również Ricky Schroder, właśc. Richard Bartlett Schroder Jr. (ur. 13 kwietnia 1970 w Nowym Jorku) – amerykański aktor filmowy i telewizyjny, laureat Złotego Globu, który swoją karierę rozpoczął jako 7-letnie dziecko.

## Życiorys

### Wczesne lata
Urodził się w Staten Island, w stanie Nowy Jork jako jedyny syn Diane, pracowniczki spółki telefonicznej, i Richarda Bartletta Schrodera, Sr., menedżera firmy telefonicznej. Wychowywał się z siostrą Dawn.

### Kariera
Mając dziewięć lat zadebiutował na kinowym ekranie rolą T.J. Flynna w dramacie Franca Zeffirellego Mistrz (The Champ, 1979) u boku Jona Voighta i Faye Dunaway, a za swój debiut otrzymał nagrodę Złotego Globu. Zagrał później tytułowego bohatera w adaptacji powieści Frances Hodgson Burnett Mały lord Fauntleroy (Little Lord Fauntleroy, 1980).
Wystąpił w roli Jasia w klasycznej baśni telewizyjnej Showtime Jaś i Małgosia (Faerie Tale Theatre – Hansel and Gretel, 1983) z udziałem Joan Collins.
Był seniorem roku w szkole średniej Calabasas High School w hrabstwie Los Angeles. Uczęszczał do Mesa State College w Grand Junction w stanie Kolorado.
Pojawił się w teledysku Michaela Jacksona „Liberian Girl” (1987).

## Życie osobiste
26 września 1992 ożenił się z projektantką wnętrz Andreą Bernard. Mają czworo dzieci: dwóch synów – Holdena Richarda (ur. 1992) i Luke’a (ur. 1993) oraz dwie córki – Cambrie (ur. 1997) i Faith Anne (ur. 2001).
Jest aktywnym ambasadorem organizacji Childhelp, która zapobiega chorobom i zajmuje się leczeniem dzieci.
Jest zdeklarowanym republikaninem, poparł George’a W. Busha w 2000 i 2004.
W 2000 przemawiał podczas Konwentu Narodowego Partii Republikańskiej (Republican National Convention) w Filadelfii. Jest wyznawcą Kościoła Jezusa Chrystusa Świętych w Dniach Ostatnich.

## Filmografia

### Filmy fabularne
- 1979: Mistrz (The Champ) jako T.J. Flynn
- 1980: Mały lord Fauntleroy (Little Lord Fauntleroy) jako Ceddie, Lord Fauntleroy
- 1980: Syn Ziemi (The Earthling) jako Shawn Daley
- 1980: Ostatni lot arki Noego (The Last Flight of Noah's Ark) jako Bobby
- 1991: Na skróty (Across the Tracks) jako Billy Maloney
- 1994: Ostatnie dni raju (There Goes My Baby) jako Stick
- 1995: Karmazynowy przypływ (Crimson Tide) jako porucznik Paul Hellerman
- 1998: W dniu mojej śmierci ocknąłem się wcześnie (I Woke Up Early the Day I Died) jako krążący policjant 2
- 2003: Oblicze strachu (Face of Terror) jako Nick Harper
- 2003: Nowa tożsamość (Consequence) jako John Wolfe
- 2010: Idol z piekła rodem (Get Him to the Greek) jako on sam

### Filmy TV
- 1982: Kraft Salutes Walt Disney World's 10th Anniversary jako Syn
- 1988: Za młody na bohatera (Too Young the Hero) jako Calvin Graham
- 1989: Terror na autostradzie 91 (Terror on Highway 91) jako Clay Nelson
- 1990: Ten trzeci (The Stranger Within) jako Mark
- 1991: Mój syn Johnny (My Son Johnny) jako Johnny
- 1991: Przynęta (Blood River) jako Jimmy Pearls
- 1992: Podróż znikąd (Miles from Nowhere) jako Frank Reilly
- 1993: Zew krwi (Call of the Wild) jako John Thornton
- 1994: Teksas (Texas) jako Otto McNab
- 1996: Niewinne ofiary (Innocent Victims) jako Billy Richardson
- 1997: Noc Bożego Narodzenia (Ebenezer) jako Samuel Benson
- 1997: Okiełznać furię (Detention: The Siege at Johnson High) jako Jason Copeland
- 1997: Zaborcza miłość (Too Close to Home) jako Nick Donahue
- 2001: Zaginiony batalion (The Lost Battalion) jako major Charles White Whittlesey
- 2005: 14 godzin (14 Hours) jako dr Foster
- 2008: Podróż do wnętrza Ziemi (Journey to the Center of the Earth) jako Jonathan Brock

### Seriale TV
- 1982-1987: Srebrne łyżki (Silver Spoons)
- 1983: Jaś i Małgosia (Faerie Tale Theatre – Hansel and Gretel) jako Jaś
- 1989: Na południe od Brazos (Lonesome Dove) jako Newt Dobbs
- 1993: Powrót nad Brazos (Return to Lonesome Dove) jako Newt Dobbs
- 1998-2001: Nowojorscy gliniarze (NYPD Blue) jako detektyw Danny Sorenson
- 2003: Hoży doktorzy (Scrubs) jako Pielęgniarz Paul Flowers
- 2006: Robot Chicken jako Cloudkeeper (głos)
- 2007: 24 godziny (24) jako Mike Doyle
- 2010: Zwykła/niezwykła rodzinka jako Dave Cotten
- 2014: Hell’s Kitchen (amerykański reality show) w roli samego siebie